# Гунібський район
Гуні́бський район (рос. Гунибский район) — район у центральній частині Дагестану. Адміністративний центр — село Гуніб.

## Географія

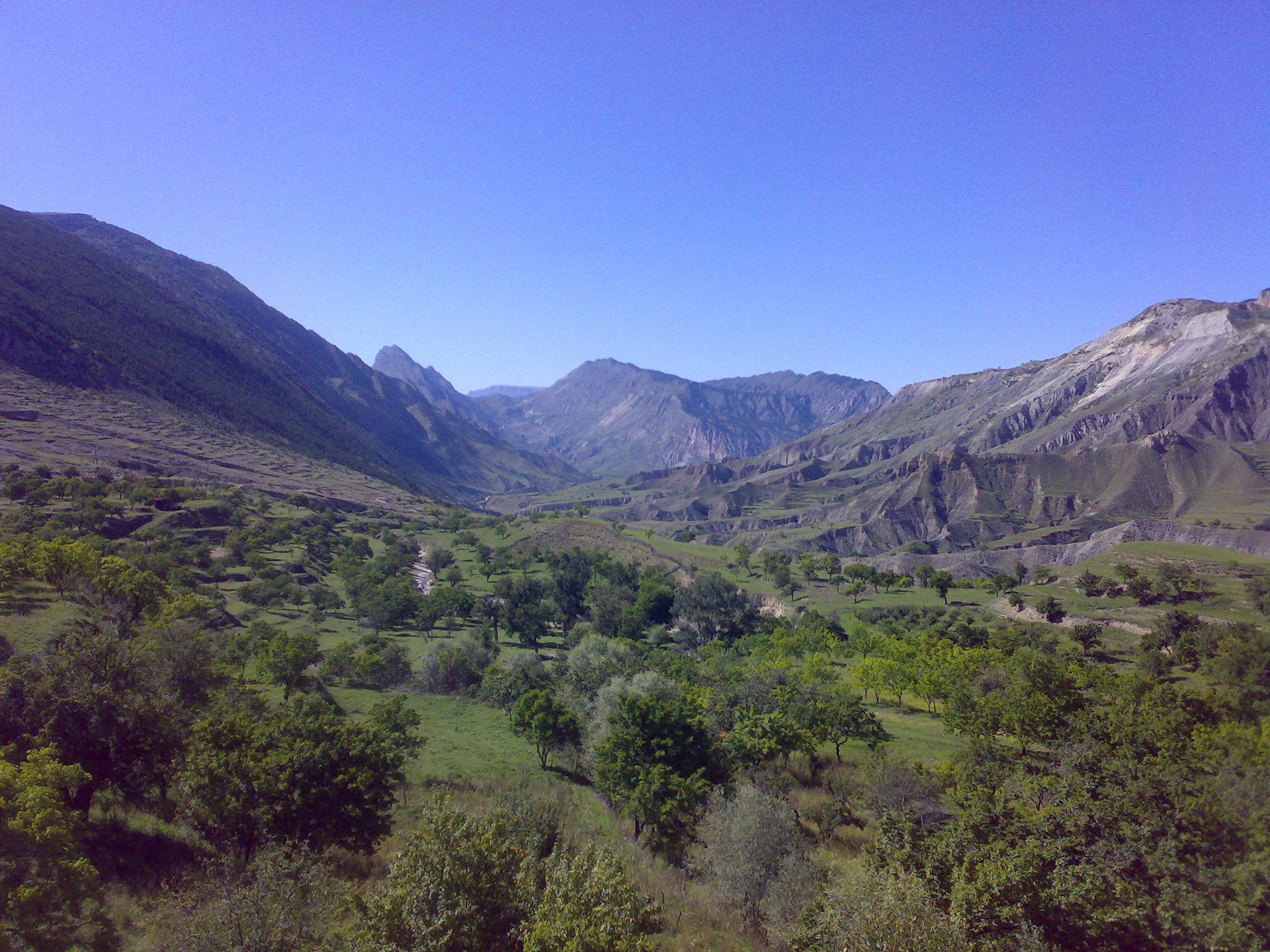
Околиці Салти

Район розташований у центральній частині республіки, є гірським районом. Межує на півночі з Гергебільським, на сході з Левашинським, на південному сході з Лакським, на південному заході з Чародинським, на заході з Шамільським, на північному заході з Хунзахським районами.

## Історія
Гумбетівський кантон був утворений 22 листопада 1928 року на території колишнього Гунібського округу і складався із Андаляльського та Куядинського ділянок. Тоді була приєднана також Бухтинська сільська рада Лакського округу. 3 червня 1929 року кантон перетворено у район. 1937 року районний центр перенесли з Гуніба до Ругуджі, а 1944 року — до села Чох. 1 лютого 1963 року районний центр повернуто до села Гуніб, до складу району приєднано територію ліквідованого Чародинського району. 12 січня 1965 року Чародинський район було відновлено.

## Населення
Населення району:
- 25 750 (2013)
- 25 589 (2012)[2],
- 25 432 (2011)[3],
- 25 303 (2010)[4],
- 25 106 (2002)[5].

Національний склад населення:
| Народність       | Чисельність (2002) | %     | Чисельність (2010) | %     |
| ---------------- | ------------------ | ----- | ------------------ | ----- |
| Аварці           | 24 155             | 96,21 | 24 381             | 96,36 |
| **Аварці         | 23 655             | 94,22 | 23 883             | 94,39 |
| **Дідойці (цези) | 500                | 1,99  | 494                | 1,95  |
| Даргинці         | 784                | 3,12  | 628                | 2,48  |
| Кумики           | 48                 | 0,19  | 43                 | 0,17  |
| Лакці            | 27                 | 0,11  | 29                 | 0,11  |
| Росіяни          | 41                 | 0,16  | 25                 | 0,10  |
| Інші             | 51                 | 0,20  | 36                 | 0,14  |

## Адміністративний поділ
Район адміністративно поділяється на 18 сільських поселень, які об'єднують 66 сільських населених пунктів:
| Поселення                   | Площа, км² | Населення, осіб (2008) | Населення, осіб (2010) | Центр    | Населені пункти |
| --------------------------- | ---------- | ---------------------- | ---------------------- | -------- | --------------- |
| Бацадинська сільська рада   | -          | 1050                   | 785                    | Бацада   | 2               |
| Бухтинська сільська рада    | -          | 1060                   | 994                    | Бухти    | 1               |
| Гонодинська сільська рада   | -          | 1338                   | 1417                   | Гонода   | 1               |
| Гунібська сільська рада     | -          | 2364                   | 2271                   | Гуніб    | 1               |
| Кегерська сільська рада     | -          | 871                    | 802                    | Кегер    | 2               |
| Кородинська сільська арада  | -          | 1285                   | 1329                   | Корода   | 2               |
| Мегебська сільська рада     | -          | 780                    | 700                    | Мегеб    | 1               |
| Обохська сільська рада      | -          | 405                    | 359                    | Обох     | 3               |
| Ругуджинська сільська рада  | -          | 2061                   | 2117                   | Ругуджа  | 5               |
| Салтинська сільська рада    | -          | 860                    | 683                    | Салта    | 1               |
| Тлогобська сільська рада    | -          | 2288                   | 2205                   | Тлогоб   | 36              |
| Согратлинська сільська рада | -          | 2431                   | 2496                   | Согратль | 2               |
| Хіндахська сільська рада    | -          | 1180                   | 1170                   | Хіндах   | 1               |
| Хотоцька сільська рада      | -          | 1066                   | 1172                   | Хоточ    | 1               |
| Чохська сільська рада       | -          | 3431                   | 3967                   | Чох      | 3               |
| Шангодинська сільська рада  | -          | 453                    | 538                    | Шангода  | 2               |
| Шуланинська сільська рада   | -          | 1144                   | 1128                   | Шулані   | 2               |

### Найбільші населені пункти

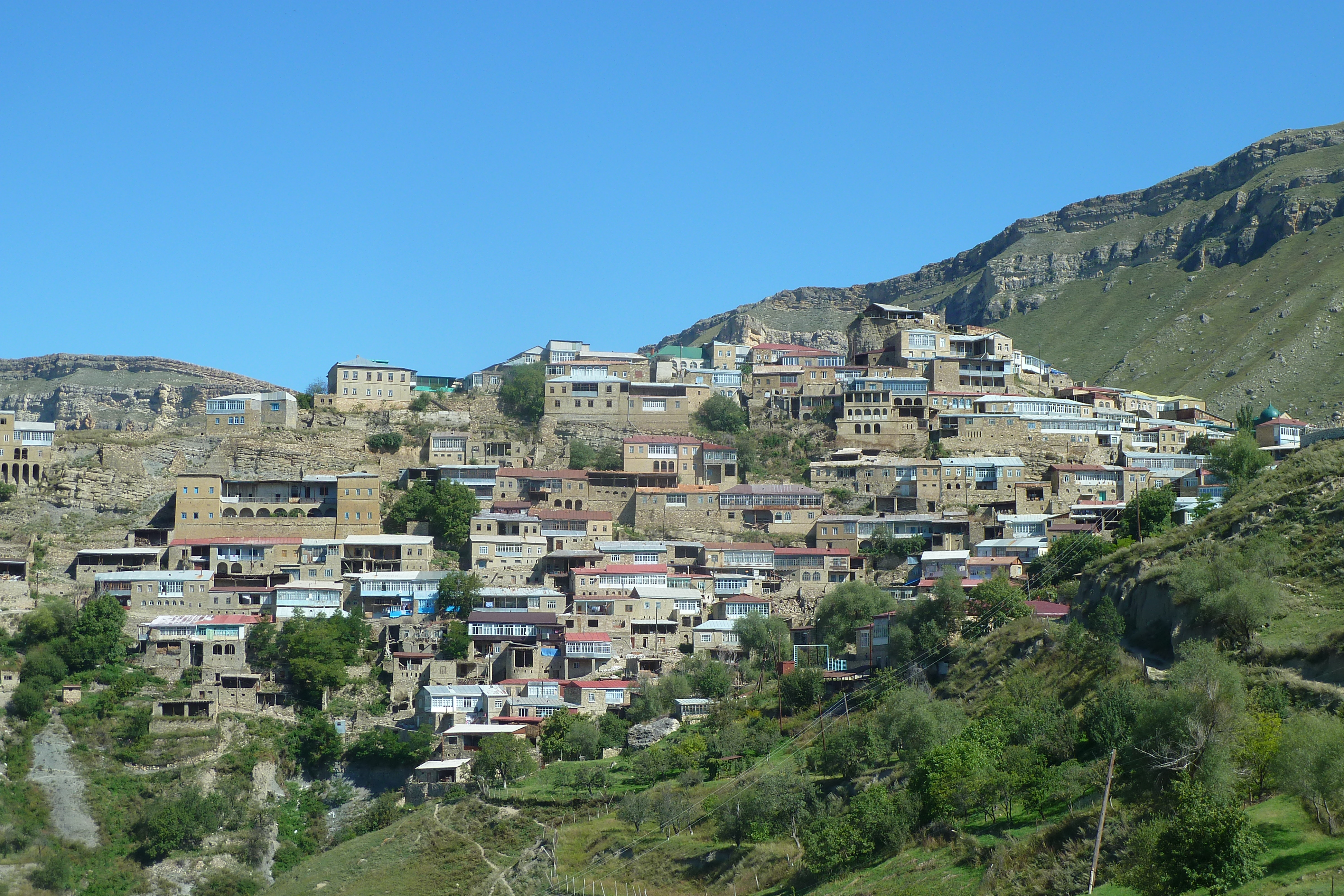
Чох

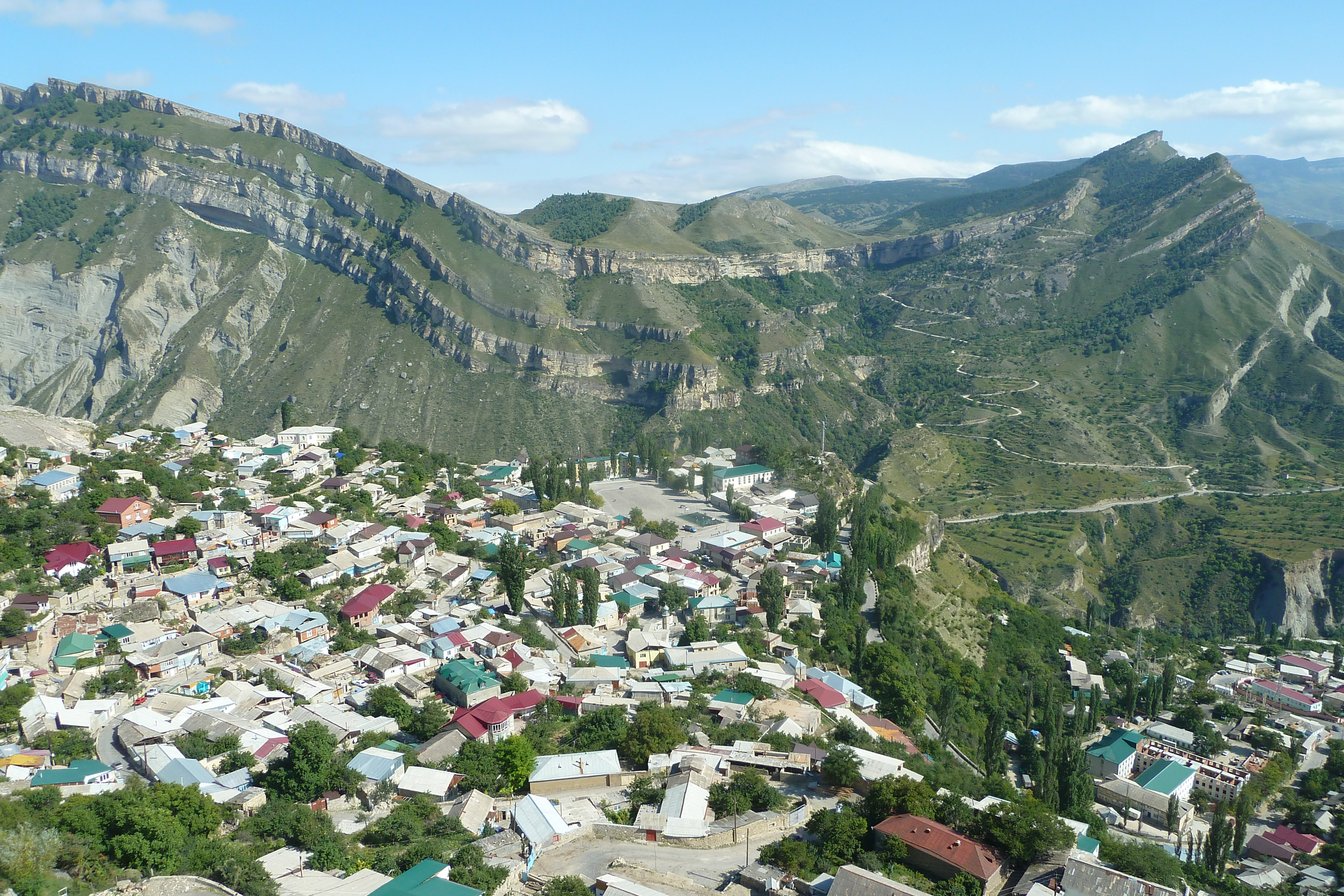
Гуніб

| №  | Населений пункт | Населення, осіб (2008) |
| -- | --------------- | ---------------------- |
| 1  | Чох             | 2 621                  |
| 2  | Гуніб           | 2 364                  |
| 3  | Сограть         | 2 341                  |
| 4  | Ругуджа         | 1 603                  |
| 5  | Гонода          | 1 338                  |
| 6  | Хіндах          | 1 180                  |
| 7  | Хоточ           | 1 066                  |
| 8  | Бухти           | 1 060                  |
| 9  | Бацада          | 988                    |
| 10 | Кудалі          | 918                    |

## Господарство

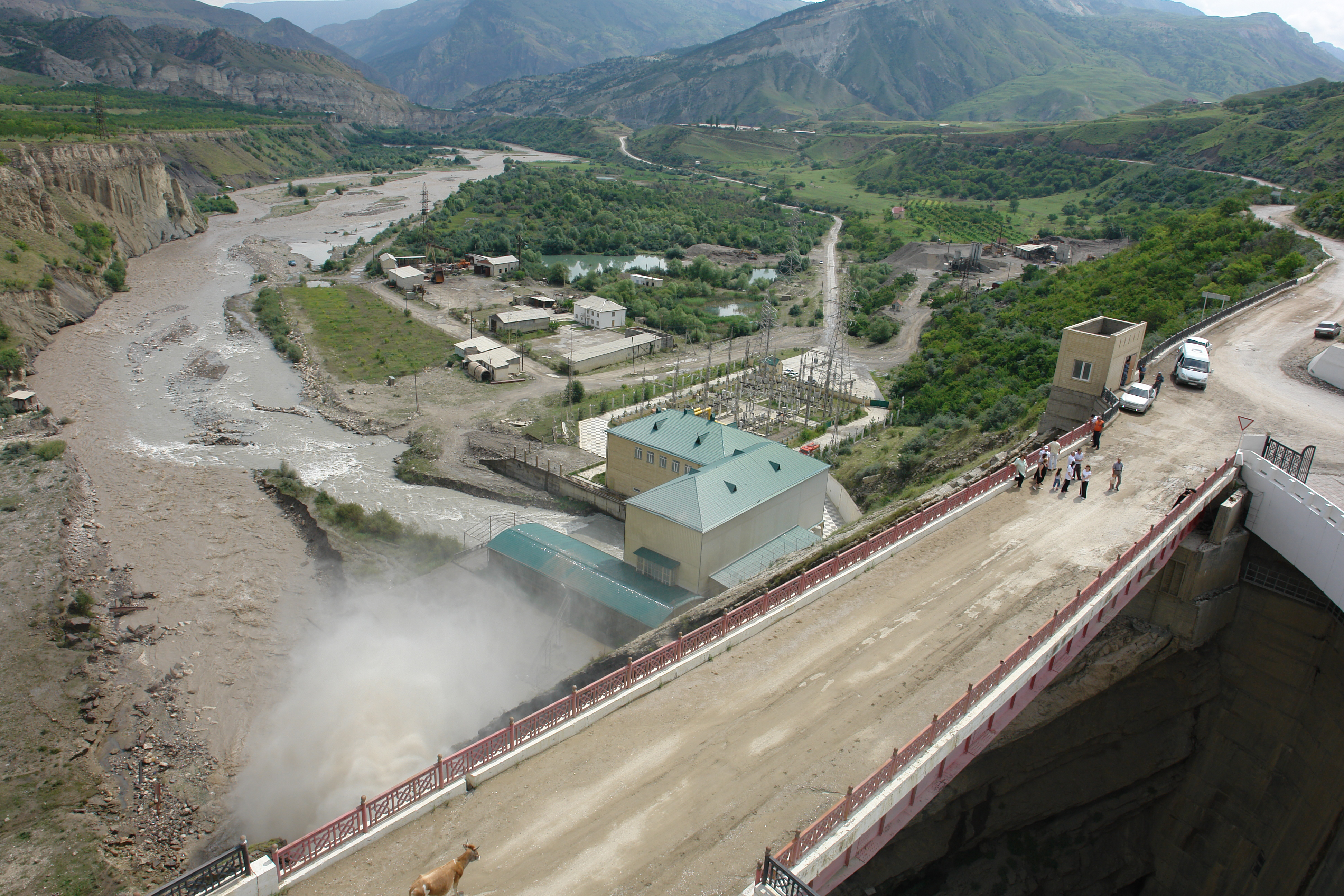
Гунібська ГЕС

Район сільськогосподарський, розвитку набуло тваринництво та землеробство. Серед промислових підприємств працюють Гунібська ГЕС, ВАТ «Дружба», пекарні.

## Туризм
На території району міститься одна з найдавніших стоянок древніх людей у Росії. Її вік становить 1,4 млн років. Район має понад 300 пам'яток історії та архітектури, серед природних пам'яток — Карадахська ущелина, гірський ботанічний сад, природний парк «Верхній Гуніб». Для відпочинку та лікування діють дитячий соматичний санаторій та пансіонат «Радде».